# Maxey-sur-Meuse
Maxey-sur-Meuse – miejscowość i gmina we Francji, w regionie Grand Est, w departamencie Wogezy.
Według danych na rok 1990 gminę zamieszkiwało 225 osób, a gęstość zaludnienia wynosiła 21 osób/km² (wśród 2335 gmin Lotaryngii Maxey-sur-Meuse plasuje się na 820. miejscu pod względem liczby ludności, natomiast pod względem powierzchni na miejscu 557.).